# Прайзонс XI
Футбольний клуб «Прайзонс XI» або просто «Прайзонс XI» (англ. Prisons XI Football Club) — професіональний ботсванський футбольний клуб з міста Габороне.

## Історія
Футбольний клуб «Прайзонс XI» було засновано в 1990 році в місті Габороне. У Прем'єр-лізі Ботсвани клуб виступав у сезонах 1996—1999/2000, 2001/02—2006/07 років.  Починаючи з сезону 2007/08 років і до сьогодні (за винятком сезону 2012/13 років, коли команда посіла 14-те місце та повернулася до Першого дивізіону) клуб виступає у Південній зоні Першого дивізіону чемпіонату Ботсвани з футболу

## Досягнення
- Прем'єр-ліга
  - 6-те місце (3): 1997,[11] 1998,[12] 2005/06[13]

- Перший дивізіон чемпіонату Ботсвани з футболу (зона «Південь»)
  -  Чемпіон (1): 2000/01[14]
  -  Срібний призер (2): 2007/08,[15] 2009/10[16]